# 't Goy
't Goy est un village situé dans la commune néerlandaise de Houten, dans la province d'Utrecht.
't Goy est situé près du Canal d'Amsterdam au Rhin.